# Plate-forme pétrolière
Pour les articles homonymes, voir Plateforme.
Une plate-forme pétrolière est une construction marine fixe ou flottante qui sert à l'exploitation d'un champ pétrolifère.
Elle supporte principalement les dispositifs nécessaires pour la phase de forage et d'extraction du pétrole, ainsi que parfois des équipements destinés à assurer une présence humaine à bord. Certaines plates-formes permettent de transformer le pétrole, le gaz naturel ou ses condensats extraits, de façon qu'ils soient plus faciles à transporter et à exporter.

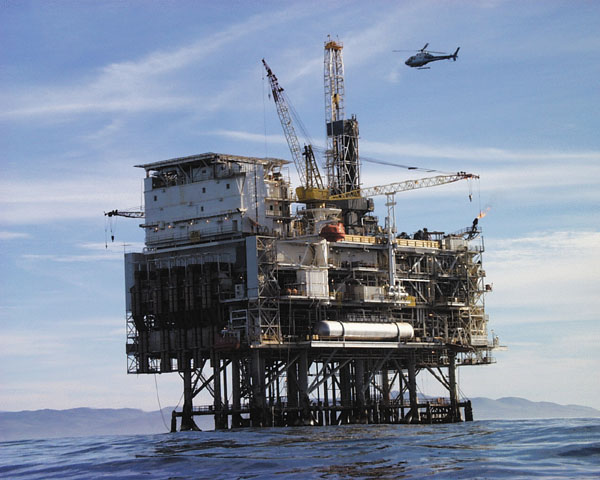
Une plate-forme pétrolière au large de la Californie (Harvest).

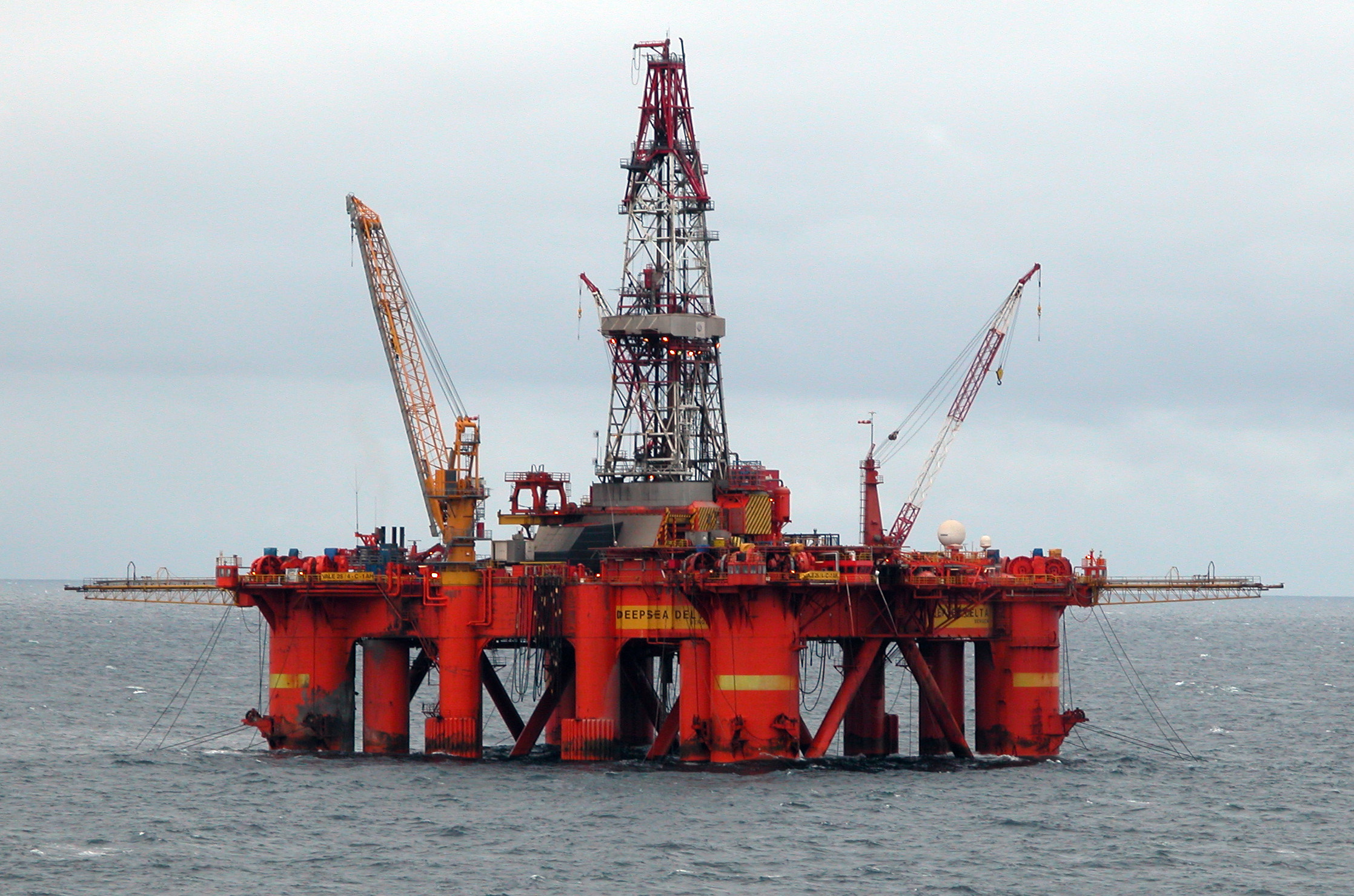
Une plate-forme en mer du Nord.

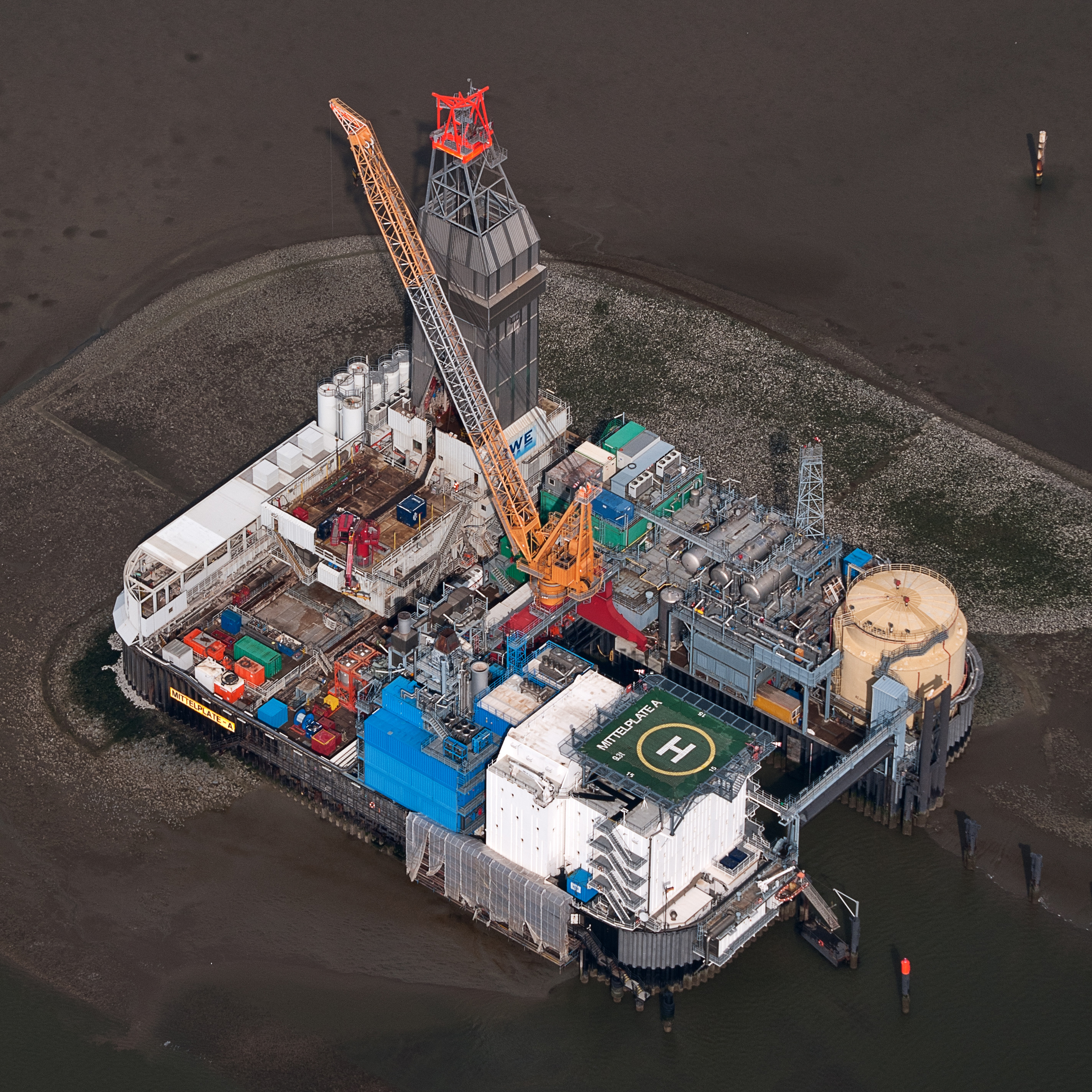
Mittelplate (mer du Nord).

## Historique
Les débuts des plateformes offshore sont difficiles à dater. Néanmoins, on peut noter quelques dates clés : les premiers puits forés au-dessus de l'eau apparaissent aux alentours de 1887 sur la côte californienne, sur le site de Summerland (non loin de la ville de Santa Barbara). Il s'agit alors de plateformes construites à partir d'une jetée.
En 1911 est construite la première plateforme indépendante nommée « Ferry Lake No.1 » sur le lac Caddo en Louisiane par la J. M. Guffey Petroleum Company (désormais : Chevron) . Faite en bois et reposant sur des pieux en cyprès, elle produit alors 450 barils par jour qu'elle extrait à une profondeur de 666 mètres. Elle est considérée par certains historiens comme la première véritable plateforme pétrolière.
Puis à partir de 1912, les premières plateformes connectées par des canalisations (pipeline) font leur apparition sur le lac de Macaraïbo au Venezuela.
Après ces premières plateformes en bois, la Texas Company (désormais Chevron) cherchait une nouvelle idée pour exploiter les puits dans les marais de Louisiane ; car bien que le système de plateforme bâtie sur des pieux en bois fonctionne, cette technique peut être améliorée pour devenir moins onéreuse.
Après une recherche au bureau des brevets américain, la Texas Company découvre qu'un certain Louis Giliasso (un capitaine de la marine marchande ayant déjà travaillé sur les champs du lac Maracaïbo) avait déjà revendiqué cette idée. En 1933 est construite la Giliasso (nom donné en hommage à son inventeur) : la première barge mobile de forage. Celle-ci est conçue pour des eaux intérieures protégées, elle est remorquée sur le site et coulée en eau peu profonde, permettant ainsi de fournir une base stable pour installer une plateforme et un derrick. Elle peut être soulevée et déplacée vers un autre site. Elle est utilisée à ses débuts dans le lac Pelto en Louisiane,.
En 1934 est découvert le premier gisement de pétrole offshore dans le golfe du Mexique au large de la Louisiane, il est baptisé « Créole » (du nom de la ville côtière non loin de là). Trois ans plus tard en 1937, la Pure Oil Company en partenariat avec la Superior Oil Company testent un nouveau type de plateforme pour exploiter ce nouveau site. L'entrepreneur Brown & Root chargé du projet construit alors une plateforme imposante en bois, jamais réalisée auparavant : un pont à 5 mètres au-dessus du niveau de l'eau, d'une surface de 2 700 m2 (90 × 30 m) supporté par quatorze pieux à 1,6 km de la côte et avec une profondeur d'eau de 4,3 m. La Superior-Pure State No.1 est un succès, et elle extrait alors du pétrole situé entre 1 550 et 2 000 m de profondeur. Elle est balayée par un ouragan en 1940 et est rapidement reconstruite et remise en production,.
En 1947 apparaît le concept de base qui sera décliné en des milliers d'exemplaires : la préfabrication du support en acier à terre, transport sur barge, et mise en place sur site.
À partir des années 1950, l'exploitation des hydrocarbures en mer se développe face à l'augmentation de la demande énergétique. Les premières plates-formes sont celles du golfe du Mexique sur les côtes du Texas. Elles sont situées dans une très faible profondeur d'eau et n'ont pour seule fonction que d'être une tête de puits. Elles sont le prolongement de ce qui avait alors été développé à terre.
À la suite du choc pétrolier de 1973, cette solution apparaît, pour certains pays, comme un moyen de réduire leur dépendance énergétique vis-à-vis des États du Moyen-Orient. Pour les gouvernements européens, il devient indispensable de développer l'exploitation des champs pétroliers et gaziers de la mer du Nord.
Le Royaume-Uni et la Norvège entreprennent le développement de techniques de forage et de production offshore (loin des côtes, en haute mer). Les compagnies pétrolières développent des programmes de recherche qui aboutissent à la construction des premières plates-formes pétrolières et au développement des techniques de forage depuis un engin flottant.
Le défi est d'autant plus grand qu'en mer du Nord le climat est rude pendant six mois de l'année : lors des tempêtes, la hauteur des vagues, de leur crête à leur creux, peut atteindre plus de trente mètres (soit l'équivalent d'un immeuble de dix étages). Loin des côtes, ces plates-formes doivent aussi abriter des hommes qui assurent l'exploitation.
Les normes de sécurité liées à la fabrication, l'installation et la mise en œuvre de ces plates-formes se développent pendant les années 1970-1980 à la suite de différents accidents. Les mentalités dans le monde de l'exploitation offshore changent radicalement après deux catastrophes majeures, celles de :
- la plate-forme Alexander Kielland, avec 123 morts en 1980 ;
- la plate-forme Piper-Alpha, avec 167 morts en 1988.

Les progrès des technologies offshore développées en mer du Nord ouvrent la porte à l'exploration et l'exploitation dans une grande partie des mers du globe malgré le coût élevé de cette technique. La part des gisements offshore dans la production pétrolière mondiale passe de 10 % en 1960 à 30 % en 2010. On compte près de 600 plates-formes pétrolières offshore dans le monde en 2012, qui emploient en moyenne 184 personnes chacune. On trouve des plates-formes pétrolières et/ou gazières dans les régions suivantes :
- mer du Nord
- golfe Persique
- golfe de Guinée
- mer de Chine
- mer Méditerranée
- mer Caspienne
- côtes du Brésil
- golfe du Mexique, le long des côtes américaines et en baie de Campêche (Mexique)
- côtes nord-ouest et sud-est de l'Australie
- côtes de la Malaisie, Brunei et certaines parties de l'archipel indonésien.
- littoral atlantique canadien, à 350 km de Terre-Neuve (Hibernia, White Rose)

Les techniques de forage et de constructions ayant évolué (500 mètres à la fin des années 1970, plus de 2 500 m de profondeur dans les années 2000), les grandes profondeurs d'eau (au-delà de 1 000 m) sont maintenant accessibles et exploitables à des coûts « raisonnables » (au regard des bénéfices attendus) : elles ne représentent que 3 % de la production mondiale en 2012 mais connaissent un développement rapide. Les plates-formes se transforment alors en navires et il est envisagé de créer des exploitations sous-marines automatiques.
Ces nouvelles profondeurs atteintes permettent de distinguer :
- l'offshore profond à plus de 1 000 m ;
- l'offshore ultraprofond, au-delà de 1 500 m.

Au regard des législations actuelles, il existe 3 types de plates-formes :
- les MODU (module offshore drilling unit) servant uniquement au forage et pouvant loger du personnel ;
- les PP (Production Platform) servant à la production et/ou au prétraitement du brut, mais sans logement ;
- les LQ (living quarters) servant uniquement au logement. Afin d'assurer la sécurité du personnel, aucun transit ou stockage n'est autorisé. Les quartiers-vie sont par ailleurs protégés du reste de la plateforme par un blast wall (mur anti-déflagration) afin de protéger l'équipage en cas d'explosion ou d'incendie.

## Typologie des plates-formes
Le choix d'un type de plate-forme se fait en fonction de son rôle et de l'environnement (profondeur d'eau et de forage, conditions marines…).
Une plate-forme est généralement composée de deux parties distinctes :
- les « topsides » (partie utile en surface), constituée de modules préfabriqués ;
- la structure porteuse : partie servant à maintenir la partie utile au-dessus de l'eau, réalisée en treillis tubulaire métallique (jacket) ou constituée de colonnes en béton.

### Plates-formes fixes
La plupart des plates-formes fixes sont utilisées en mer peu profonde (<300 m).
Différentes techniques de construction existent, comme :
- jacket-deck
- plate-forme gravitaire
- compliant tower
- îles artificielles

Ces plates-formes fixes s'appuient sur le fond et peuvent donc être reliées de façon rigide aux têtes de puits et aux pipelines.

### Plates-formes flottantes

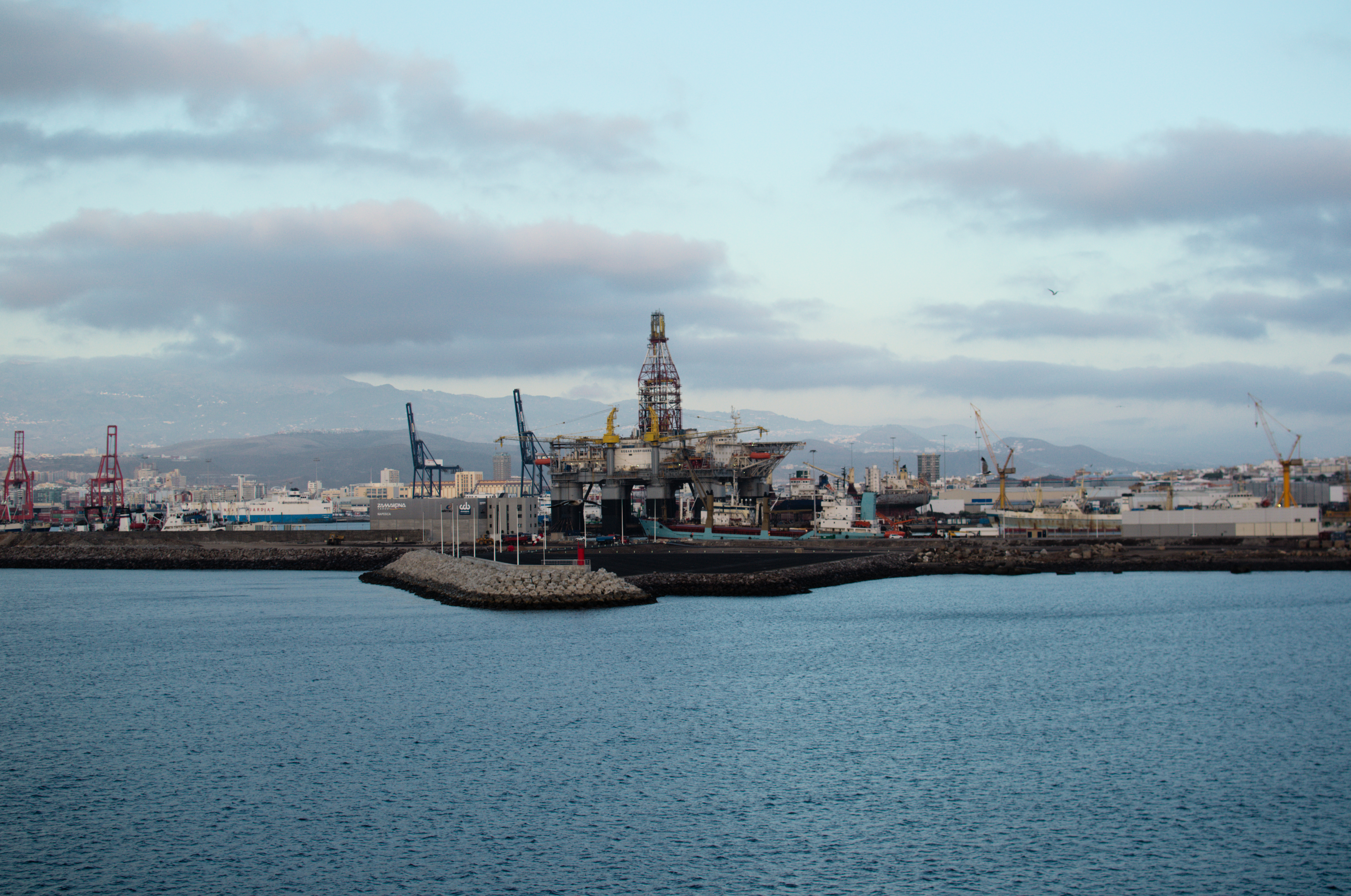
Vue du port de Las Palmas depuis la digue de La Esfinge.

Les plates-formes flottantes sont essentiellement utilisées pour l'exploitation de champs pétroliers dans les grands fonds (supérieurs à 300 mètres environ). Lorsque la plate-forme est flottante, les installations de tête de puits lui sont reliées par des conduites flexibles.
- FSO (Floating Storage and Offloading) : unité flottante de stockage et embarquement. Il s'agit en fait d'un tanker transformé, qui stocke du pétrole (venant d'autres plates-formes, ou parfois de production onshore) et charge les pétroliers de commerce.
- FPU (Floating Production Unit) : unité flottante de production. C'est une barge qui reçoit le pétrole et le gaz du fond pour les traiter (séparer l'huile, le gaz et l'eau par exemple) avant de les envoyer vers une unité de stockage (FSO) ou vers un pipeline d'exportation.
- FPSO (Floating Production Storage and Offloading) : similaire à un FSO, mais intégrant aussi la production. C'est une solution en vogue pour le développement des gisements en eau profonde. Les FPSO présentent deux avantages majeurs : ils n'ont pas besoin d'infrastructures fixes (comme des pipelines) et sont redéployables (lorsque le gisement est épuisé, ils peuvent être repositionnés sur un autre).
- FDPSO (Floating, Drilling, Production, Storage and Offloading) : Unité flottante de forage, production, stockage, et de déchargement. Similaire aux FPSO ils possèdent un module de forage pour la recherche des champs pétroliers et creuser les gisements.
- TLP (Tension Leg Platforms), SPAR (Single Point Anchor Reservoir), semi-submersibles : il s'agit là de plates-formes plus classiques, en ce sens qu'elles n'intègrent que la production et sont reliés à des pipelines pour l'exportation du gaz et/ou du pétrole produit. Les TLP possèdent un excès de flottabilité et sont maintenues en place par des câbles tendus les reliant au fond. Les plates-formes semi-submersibles s'enfoncent dans l'eau en remplissant des ballasts, ce qui les rend peu vulnérables à la houle. Les SPAR reposent sur un énorme flotteur cylindrique.

Pour des gisements importants, on combine parfois plusieurs solutions : par exemple, une plate-forme TLP qui produit le pétrole et une FSO pour stocker et exporter le pétrole.

### Plates-formes mobiles

#### Plates-formes auto-élévatrices (jack-up)
Ce sont des plates-formes composées d'une coque et de jambes. La coque leur permet de se déplacer par flottaison et supporte les « utilités ». Les jambes sont équipées de crémaillères leur permettant de se lever ou de s'abaisser le long de la coque. De cette façon ces plates-formes peuvent se déployer à de multiples endroits tout en ayant un appui sur le fond marin. Ce concept est limité à des profondeurs d'eau de l'ordre d'une centaine de mètres. La majeure partie des plates-formes auto-élévatrices sont des plates-formes de forage et sont utilisées pour de l'exploration ou pour le forage de puits autour de plates-formes qui ne sont pas équipées d'engin de forage. Il existe aussi quelques-unes de ces plates-formes qui servent de « boatel », hôtel flottant permettant de loger des équipes qui travaillent en mer.

#### Semi-sub
Ensemble composé de trois parties distinctes : le flotteur qui se trouve immergé, les poutres à mi-eau et le pont qui doit se trouver plus haut que la « vague centenaire ». Cet ensemble en équilibre comme un ludion fonctionne grâce à des pompes à eau de mer qui maintiennent en permanence l'équilibre vertical, et des hélices multidirectionnelles ou des ancres qui maintiennent le positionnement horizontal au-dessus du puits. Ce type de plate-forme est utilisée pour des profondeurs allant de 100 à 1 000 mètres, ou pour des zones ou le fond marin ne permet pas de poser les pieds d'un jack-up que ce soit vase molle ou rochers déstabilisés.

#### Barge de forage
Ancienne technique, inutilisée de nos jours, il s'agit de bateaux à fond plat que l'on « coule » sur place en remplissant les caissons d'eau de mer. Après forage, on vide les caissons et le bateau peut aller forer ailleurs. Sert dans de très faibles profondeurs, entre 1 et 7 mètres, ce qui lui vaut le nom de « swamp-barge », dont le premier composant signifie « marais » en anglais.

#### Navire de forage
Bateau de forage, de forme comparable à un navire marchand surmonté d'un derrick (tour de forage), on y retrouve les mêmes équipements que les plates-formes de type semi submersible. Ils sont également équipés de ballast afin d'augmenter la stabilité durant les opérations de forage. La dernière génération peut réaliser des puits dans des eaux atteignant les 10 000 pieds (3 048 mètres) de fond, pour un forage d'une profondeur maximale de 37 500 pieds (11 429 mètres). Le maintien à la verticale du puits est obtenu grâce à plusieurs propulseurs azimutaux.

## Critères de conception

### Fonctionnalités
Une plate-forme pétrolière est conçue pour répondre à différents besoins :
- forage (mais pas obligatoirement, car il existe actuellement des organes spéciaux pour le forage) ;
- production ;
- habitation (qui dépend de plate-forme effectivement) ;
- stockage (bien que certaines acheminent vers des organes de stockage après pompage).

En fonction de la profondeur d'eau et des règles de sécurité, ces fonctions peuvent être regroupées sur une même plate-forme ou séparées sur plusieurs entités, éventuellement reliées entre elles par des passerelles.

### Procédés
Une fois le pétrole amené à la surface, il faut séparer les phases liquides et gazeuses, enlever l'eau de la phase liquide. Une fois le gaz et le pétrole séparés, il faut les rendre propres au transport par pipeline ou par tanker pour les acheminer vers une raffinerie.
Le coût d'une usine en pleine mer est tel qu'on préfère souvent effectuer un traitement limité sur le pétrole ou le gaz extrait uniquement destiné à le rendre transportable jusqu'à la côte, où on construit une usine de raffinage plus développée à moindre frais.

### Prise en compte du contexte
Un des critères dominants dans la conception de la plate-forme est l'environnement dans lequel elle se trouvera. Le milieu marin est par nature « hostile », en raison de son instabilité (marées, tempêtes, courants, vent…) et de la corrosion qu'il provoque.
L'environnement influe surtout sur la conception de la structure porteuse de la plate-forme (que ce soit une plate-forme posée sur le sol ou flottante). La structure porteuse de la plate-forme doit, outre le poids des « topsides », transmettre au sol les efforts induits par son environnement.
- Aspects physiques, physico-chimiques :

la houle, le courant et le vent : ils induisent des efforts horizontaux sur les plates-formes fixes et des mouvements et accélérations sur les plates-formes flottantes. La houle induit également des efforts verticaux sur les plates-formes ;
l'eau salée : elle est une source de corrosion pour les matériaux (et notamment l'acier) utilisé dans la plate-forme ;
le risque sismique : la plupart des sites producteurs de pétrole sont situés en zone à fort risque sismique. La plate-forme, quand elle est fixe, doit alors pouvoir survivre à ces événements. Le risque de tsunami est particulièrement difficile à prendre en compte par les plates-formes flottantes ;
le fond marin : sa nature et son degré de pente jouent un rôle très important dans la conception d'une plate-forme fixe. La plate-forme repose sur le sol et doit donc comporter des fondations. Dans le cas d'une plateforme flottante, le fond marin est moins important car il ne sert qu'à l'ancrage.

### Durée de vie
La durée de vie moyenne d'un champ est de l'ordre de 20 à 30 ans. Elle est directement liée à l'intérêt économique du champ (retour sur investissement).
Pour améliorer la durée de vie économique, on fait souvent appel au développement de gisements satellites. Quand le gisement pour lequel une plate-forme a été construite voit sa production décliner fortement, les moyens dont elle dispose pour traiter le pétrole se retrouvent surdimensionnés. Il devient de ce fait difficile de rentabiliser les coûts d'exploitation. On peut alors lui rattacher de petits gisements voisins, en général trop petits pour justifier une plateforme spécifique.

## Construction
La construction des plates-formes se fait à terre sur un yard (on parle de construction « on-shore ») ou, comme en Norvège, dans des fjords spécialement aménagés. On parle alors de « in-shore » c'est-à-dire : sur l'eau mais protégé dans un fjord ou dans un loch.
Les plateformes étant principalement construites en acier, le choix de la qualité des aciers dépend de plusieurs paramètres comme :
- la catégorie de l'acier (c'est-à-dire : à quelle utilisation l'acier va être destiné : oreille de levage, hélipont, et autres structures métalliques ou partiellement métalliques) ;
- la zone géographique où sera installée la future plateforme. Selon les mers, la température et la composition chimique de l'eau varie et cela influe sur les qualités d'acier à utiliser.

Pour lutter contre l'action de la corrosion, une protection cathodique est mise en place sur les parties en acier submergées dans l'eau de mer.

## Installation
La plate-forme est ensuite tractée sur son lieu d'exploitation au moyen de puissants remorqueurs de haute mer, et plus récemment par des navires de ravitaillement offshore qui ont également la possibilité de remorquer les plates-formes. Une autre solution, plus courante en cas de long voyage ou de chargement spécial, est d'utiliser un navire semi-submersible tel que le Blue Marlin. Sur le lieu d'installation, le navire se submerge partiellement, libérant sa charge, qui flotte alors d'elle-même. Dans certains cas, un navire équipé de grues gigantesques est utilisé pour décharger le navire de transport. Les SPAR sont transportées de cette façon en deux éléments qui sont alors assemblés offshore.
Une fois sur son lieu d'exploitation, la plate-forme est prise en charge par des navires ravitailleurs et releveurs d'ancres dit AHTS (Anchor Handling Tug Supply) qui s'occuperont de la mettre en place de façon provisoire pour le forage ou de manière permanente pour l'exploitation, puis de la ravitailler en produits et matériels de forage.
À grande profondeur le pétrole est chaud voire très chaud, mais en remontant il refroidit rapidement. Pour les forages profonds, il peut être nécessaire de sur-isoler thermiquement les conduites métalliques afin d'éviter la formation de bouchons d'hydrates, de glaçons, de paraffine ou de pétrole lourd figé. Les technologies classiques d'isolation des pipeline (mousses syntactiques à matrice polymère et microsphères creuses en verre) peuvent ne pas suffire si l'installation est à l'arrêt pour raison de maintenance ou d'accident, et elles doivent en outre résister à des pressions externes considérables (300 bars environ à 3 000 m de fond, où l'eau est à 4 °C).

## Mise en service
Tout au long du tractage ainsi que sur place, une équipe est présente afin de réaliser la mise en service dite « Commissioning » qui consiste à s'assurer que tous les systèmes, composants et processus sont conformes aux exigences opérationnelles.
Il s'agit notamment de vérifier et démontrer que l'installation et tous ses composants et ensembles de systèmes sont conçus, installés, testés et exploités de manière à répondre aux exigences du projet.
Les activités de mise en service sont réalisées selon les paramètres de conception dans des conditions aussi proches que possible des conditions de conception et comprend des essais de performance sur les équipements mécaniques, le lavage à l'eau, le rinçage et le séchage des équipements et des conduites ainsi que l'opérabilité et la fonctionnalité des systèmes de contrôle.
L'objectif principal est d'assurer une remise sûre et ordonnée de la plate-forme du constructeur au propriétaire, en garantissant son opérabilité en matière de performance, de fiabilité, de sécurité et de traçabilité des informations.

## Fin de vie
Les législations nationales et internationales imposent aux compagnies pétrolières de démanteler leurs plates-formes quand elles ne sont plus utilisées. Ces opérations posent de nouveaux problèmes en matière de sécurité et d'environnement.
Les premières plates-formes datent des années 1970 et quand leurs champs n'ont pas déjà été épuisés, elles arrivent en fin de vie dans les années 2000-2030, comme dans le champ pétrolifère de Frigg exploité par Total, qui va être un des premiers gros champs à se trouver dans cette situation. L'opération de démantèlement des plates-formes de ce champ, préparée depuis plus de dix ans devait être réalisée courant 2006, posant un nouveau défi aux ingénieurs, qui est de démonter des milliers de tonnes d'acier (parfois amianté) et d'équipements et de les ramener à terre, tout en essayant de respecter la sécurité et les contraintes de protection de l'environnement.
Certaines plates-formes ne sont pas démantelées quand le champ est épuisé. Elles restent en l'état, les compagnies pouvant les revendre à des tiers. De telles plates-formes, lorsqu'elles sont dans les eaux internationales, intéressent potentiellement divers acheteurs en tant qu'îles artificielles. Certains nouveaux propriétaires de telles installations en ont fait ou tentent d'en faire des paradis fiscaux ou des micro-états indépendants dont la législation (lorsqu'elle existe) peut se montrer laxiste à de nombreux égards (sur la liberté d'expression notamment).
La compagnie Royal Dutch Shell envisageait en 1995 de simplement immerger sa plate-forme Brent-Spar dans la mer du Nord, mais Greenpeace s'est fermement opposé à ce projet.
Les structures porteuses (la partie dépliable située sous le niveau de la mer) de quelques plates-formes du golfe du Mexique ont connu un destin original : elles ont été remorquées jusqu'à des barrières de corail, ou simplement laissées en place si elles se trouvaient déjà dans une zone favorable. Elles fournissent un support favorable à la croissance des coraux et donnent ainsi naissance à des récifs artificiels.
La revente de l'acier (dizaines de milliers de tonnes pour certaines plates-formes) rentabilise une partie des opérations, mais le démantèlement a un coût que les exploitants doivent anticiper et provisionner. À titre d'exemple, au Royaume-Uni, pour toutes les structures associées aux UKCS, ce coût a été estimé (en 2004) à 9,1 milliards de livres en 2030.
Watson (Université de Greenwich)) estimait quant à lui en 2001 que le déménagement total des structures de la mer du Nord (dont installations norvégiennes et néerlandaises) coûterait de 13 à 20 milliards de livres anglaises.
Les forages tendent à être de plus en plus profonds et de plus en plus éloignés des côtes, ce qui devrait proportionnellement dans le futur augmenter les coûts de démantèlement.
Une autre difficulté est le colmatage convenable (fiable et durable) des milliers de puits forés dans les fonds marins, notamment pour les gisements profonds HT/HP (haute température, haute pression), et tout particulièrement si on y a injecté du CO2 dans le cadre d'essais de stockage géologique du CO2.

## Impacts écologiques
La construction, le transport, le fonctionnement et la fin de vie d'une plate-forme génèrent divers impacts sur l'environnement marin ou global :
- la prospection sismique préparant le positionnement du forage affecte les cétacés. De nouvelles techniques de prospection électromagnétiques pourraient considérablement amoindrir l'impact sur la nature[17],[18] ;
- la conception de la plate-forme (en amont) peut avoir de premiers impacts, qu'il est possible de diminuer via l'écoconception et l'écoconstruction ;
- les antifoulings, peintures (ou certains déchets ou produits perdus en mer durant le début du forage ou durant les années de fonctionnement normal de la plate-forme, ou accidentellement) peuvent poser des problèmes locaux de toxicité et d'écotoxicité ;
- les rejets gazeux chroniques dans l'air (torchage) ; Les torchères émettent dans l'air des aérosols carbonés (fumées, suies) et soufrés (acides), des ETM, du monoxyde de carbone et d'importantes quantités de dioxyde de carbone, gaz à effet de serre ;
- les rejets aqueux et/ou solides dans l'eau : ce sont des « déchets de forage » émis en quantités importantes, et préoccupants. 
Ce sujet est développé plus bas (section suivante) ;
- rejets de radionucléides préoccupants : ils se font via les torchères et via les effluents liquides ou boueux[19]. Selon Gäfvert et al., en 2007, parmi les radionucléides les plus abondants dans les rejets, présents à taux très variables dans les rejets figurent le radium-226 et le radium-228, mais ils semblent être rapidement dilués (en Norvège, on n'a pas observé d'augmentation de concentration du radium-226 dans l'eau, le sédiments et le Vivant en aval des rejets d'EP)[20] ;
- le blowout et l'incendie ou l'explosion sont les risques les plus redoutés (l'accident majeur), notamment au-dessus d'un forage profond, comme en 2010 dans le golfe du Mexique avec la plate-forme Deepwater horizon, pourtant réputée l'une des plus sophistiquées au monde (« tuer » un tel puits peut prendre des mois) ;
- l'éclairage nocturne des plates-formes engendre une pollution lumineuse qui perturbe la vie marine et les oiseaux migrateurs[21]. 500 à 1 000 lampes éclairent chacune des 7 000 plates-formes en mer qui, dans le monde, sont situées sur le trajet de la migration des oiseaux, et rien qu'en mer du Nord, ce sont six millions d'oiseaux qui sont perturbés par l'éclairage d'environ 700[22] plates-formes pétrolières et gazières[23]. Le Département de l'intérieur aux États-Unis estime que dans le golfe du Mexique, même si un certain nombre d'oiseaux y meurent, les plates-formes peuvent aussi servir de gués et lieux de repos dans les migrations locales[24]. Dans les couloirs de longues migrations, l'effet est celui d'un détournement qui peut épuiser les oiseaux, ce qui préoccupe notamment les ornithologues et le Comité d'OSPAR sur les industries off-shore[25] en Atlantique Est/mer du Nord. 
Selon de premières études et expériences[26], les oiseaux sont moins perturbés par la lumière verte[27],[28] (dans une certaine fourchette de longueur d'onde[29]), Shell l'a efficacement testé sur l'une de ses plates-formes[30] et d'autres[31], et pourrait équiper les autres. Mais les feux verts balisant traditionnellement les pistes d'hélicoptères, certains craignent d'alors perturber les habitudes ou les réflexes des pilotes[25]. D'autres espèces marines sont a priori sensibles à la lumière, notamment en zone arctique[32] ;
- la fin de vie d'une plate forme, la fermeture définitive des puits, puis la déconstruction[33] des installations de fond et le démantèlement des plates-formes sont encore des sources indirectes d'émissions de GES et de déchets (dont des déchets toxiques[34]), et des risques pour la sécurité maritime. En mer du Nord et dans le Nord-Est de l'Atlantique, la convention Ospar vise zéro rejet de déchets en mer[35] et elle attire l'attention sur le fait que vers 2020 existent 1 350 installations offshore opérationnelles dans la seule zone OSPAR, dont environ 170 sont déclassés et dix fonctionnant avec dérogations[36]. Beaucoup seront en fin de vie avant 2040[37].

Remarque : d'éventuels incidents ou accidents peuvent aggraver ces impacts qui ont notamment comme sources (de la naissance à la mort d'une plate-forme).

### Volumes
Outre les déblais et boues de forage, les effluents aqueux sont en termes de volume le principal « déchet industriel » rejeté in situ, « presque entièrement déversés en mer ». Ces rejets sont volumineux (ex : 130 millions de mètres cubes (m3) en 2012, rien que pour les plateformes de Norvège avec comme débit quotidien moyen le plus élevé pour un seul champ 76 700 m3/jour, et avec pour 2012, un taux moyen d'hydrocarbures dans les rejets norvégiens de 11,7 mg/L.

### Composition, contaminants
Ces rejets contiennent des contaminants et polluants, dont la nature et la teneur varient beaucoup selon le champ pétrolier ou gazier considéré et selon le stade de production et les méthodes employées,.
Ils incluent :
- des solides (particules minérales, morceaux de roche) remontés par le puits[38] ;
- du soufre sous forme de sulfates[38] et de sulfures surtout, et en quantité[20] ;
- des produits chimiques issus des processus de forage, d'exploitation et de pré-traitement des hydrocarbures remontés ;
- des résidus d'hydrocarbures[38], présents sous trois formes ;

1. en phase dispersée ; c'est-à-dire sous forme de gouttelettes en suspension dans l'eau[41] ;
2. sous forme dissoute (acides organiques, hydrocarbures aromatiques polycycliques, phénols et COV…) ; ils contribuent le plus à la toxicité des eaux de rejets pour ce qui concerne les hydrocarbures[38] ; ce sont les plus difficiles à éliminer, ce pourquoi ils sont en grande partie rejetés en mer ;
3. sous forme libre ; forme la plus facile à récupérer. Ils sont donc le produit moins rejeté en mer[42], sauf accident[41].

- des radionucléides[38] ;
- des ETM (éléments traces métalliques, dont des métaux lourds), des métalloïdes[38] ; 
En Norvège, en 2012 dans ces rejets de plate-forme, le taux de mercure était toujours au moins 100 fois supérieur au niveau de fond des eaux côtières norvégiennes ; les taux de plomb, mercure et zinc les plus élevés dépassaient quant à eux de plus d'un facteur 1000 le niveau de fond, et l'arsenic et le cadmium le dépassaient d'un facteur 100[20]. Le record pour l'arsenic, le cadmium, le cuivre et le plomb a été trouvé dans les rejets (pulvérulents et à faible volume) d'une plateforme exploitant un champ de gaz et de condensat de gaz naturel[20]. En excluant ce record, les niveaux de tous les métaux (sauf pour le mercure) étaient en 2012 en Norvège sous la barre des 100 fois le niveaux moyen de l'eau de mer. Hors métaux lourds, le baryum (de 0,001 7 à 1 100 mg L−1 mesuré en 2012) et le fer (de 0,8 à 75 mg L−1 mesuré en 2012) étaient aussi rejetés à des taux dépassant jusqu'à plus de 1 000 fois leur taux "naturel" en mer)[20].

### Devenir des contaminants toxiques et écotoxiques
Une partie d'entre eux est récupérée par des dispositifs de nettoyages.
Concernant les rejets subaquatiques, les taux les plus élevées de nombreux toxiques dépassent les seuils de solubilité de ces éléments dans l'eau de mer, interdisant la dilution immédiate ; dans ces cas, selon Azetsu-Scott et al., 2007, Lee et al., 2005, soit la dilution se fait à distance, dans le panache du rejet, soit certains métaux précipitent près du point de rejet (par exemple pour le baryum et le fer, sensibles au redox, qui peuvent rapidement précipiter sous forme de sulfate de baryum et d'oxyde/hydroxyde de fer, respectivement), et des phénomènes complexes de coprécipitation et de création de divers composés inorganiques insolubles sont possibles. Les particules ainsi néoformées pourraient selon Azetsu-Scott et al. soit sédimenter, soit s'associer à des gouttelettes huileuses plus légères que l'eau et remonter en surface, et dans ces deux cas être ensuite soumis à divers processus biogéochimiques modifiant leur comportement et leur devenir dans l'écosystème. Les analyses de surveillance faites in situ n'observent des taux élevés de métaux lourds et métalloïdes que près des installations, et ils semblent surtout dus aux rejets de déblais de forage, ce qui laisse penser qu'il existe des phénomènes de dilution dans l'environnement, dont les conséquences sont encore mal comprises.
Les installations (avec exutoire submergé le cas échéant) sont conçues pour favoriser la dispersion rapide du « panache » d'eau rejetée. Ce panache peut néanmoins parfois remonter en surface, (selon conditions de vent et courants). Dans tous les cas, les polluants sont supposés se disperser dans l'eau (ou dans l'air pour les produits volatils),.
Des modélisations prévoient une dilution plus ou moins rapide selon les courants et le vent ; par exemple d'un facteur 1 000 à 500 mètres du point de décharge de la plate-forme de Mobil « Hibernia », d'un facteur de 1 000 à 50 m (et 3 000 à 250 m) pour la plate forme canadienne « Terra Nova » ou encore d'un facteur 40 près de l'Unité flottante de production, de stockage et de déchargement « Husky Oil », mais d'un facteur 1000 à 10-15 km, en prévoyant des reflets irisés avec 0,2 mg d'hydrocarbures par litre d'eau de mer en surface sur « quelques centaines de mètres » en aval du point de décharge, « au moins un pour cent du temps ». Certains produits bioaccumulables des effluents peuvent être reconcentrés par les organismes marins via la chaine alimentaire et l'on sait que les objets fixes sont en mer attractifs pour certaines espèces (effet récif artificiel) qui peuvent alors être plus exposées (ce qui peut être confirmé par certains biomarqueurs d'exposition : ex : l’activité de l’EROD (éthoxyrésorufine-O-dééthylase) et de Cyp1A (cytochrome P450 1A) chez des poissons vivant à moins de 200 m en aval du point de rejet des eaux de production),. Jusqu'à 1 à 2 km de la plate-forme, des moules élevées en cage bioaccumulent des éléments traces métalliques toxiques (dont le zinc perdu par les anodes galvaniques posées comme protection cathodique contre la corrosion des structures métalliques immergées), des HAP et des alkylphénols… Depuis 2009 en mer du Nord (à la suite de l'obligation de mieux traiter les eaux de rejets), les moules accumulent moins de ces polluants (tout comme les poissons). Parmi les risques subis par les oiseaux autour des plates-formes pétrogazières, les effets sur les oiseaux des rejets en mer sont peu étudiés, mais Nathalie Paquet émet l'hypothèse que les oiseaux marins se nourrissant près de plate-forme puissent aussi se contaminer.

### Écotoxicité de ces rejets
Elle aurait beaucoup diminué, mais les forages profonds dits haute pression/haute température remontent des fluides beaucoup plus contaminés.
Tous les rejets restent une source chronique, et très peu inventoriée et étudiée jusqu'à la fin des années 1990, de contaminants toxiques minéraux, métalliques, organiques et parfois radioactifs,,,,.
Les études disponibles montrent une grande variabilité dans la composition des rejets selon les différents champs ou selon les stade du forage.
La toxicité des rejets est souvent aggravée par des rejets accidentels d'hydrocarbures et de produits chimiques, relativement fréquents selon J. Wills (2000).

### Impacts
Étant donné les difficultés d'accès aux points de rejets, les effets des rejets d'eau contaminée et de déblais à base d'eau sont confirmés en laboratoire et uniquement observés près des puits de forage ; ces impacts sont donc surtout modélisés ou étudiés en laboratoire.
Au vu des études disponibles en 2013 sur les impacts des rejets liquides et solides des forages offshores norvégien sur le plateau continental :
- l'« eau produite » rejetée par la plate-forme a des effets toxiques démontrés sur des organismes individuels (démontrés en laboratoire et in situ près d'émissaires) ; par exemple, les alkylphénols (AP) et les hydrocarbures polyaromatiques (HAP) rejetés se concentrent dans la morue et la moule bleue élevées en cage près des exutoires[20]. « Les AP, les acides naphténiques et les HAP peuvent perturber les fonctions reproductives et affecter plusieurs biomarqueurs chimiques, biochimiques et génétiques[20] ; Utvik et al. (1999) notent que le taux d'hydrocarbures total (THC, norme réglementaire actuelle) du rejet n'est pas corrélée à la teneur en composés aromatiques[60]. 
Des études d'évaluation environnementale avec tests de toxicité ont prouvé la toxicité de plusieurs types de rejets (le drainage des ponts, déchets de l'unité de dessalement, purge de la chaudière, eau d'essai du système anti-incendies, eau de refroidissement et eau de cale)[62].

D'autres ont porté sur les moyens d'étudier (via des biomarqueurs par exemple),, et suivre ou modéliser le mélange (ex modèle CORMIX) et la cinétique environnementale de ces polluants (eau produite notamment) ou de les traiter qui subissent des phénomènes de transport, de transformation des contaminants, d’advection-dispersion, de dilution, de précipitation, d'adsorption, de dégradation/biodégradation et de volatilisation (selon les produits considérés).
Des concentrations assez toxiques pour perturber la faune sont constatées autour du pic de rejet, en Norvège, elles semblent généralement limitées à moins de 2 km de distance, et autrefois jusqu'à plus de 5 km de certaines plates-formes » ; en Norvège ces rejets (« peuvent sérieusement affecter les biomarqueurs chez les bivalves filtreurs et entraîner une consommation élevée d'oxygène dans les sédiments et une mortalité de la faune benthique (…) à une distance de 0,5 à 1 km. ». Les effets des dépôts de déblais de forage contaminés par le pétrole sur le benthos seraient légalement imités à moins de 2 km (en Norvège, en 2012) ;
- les fluides de forage remontent des couches géologiques forées avec aussi des traces d'additifs biocides, d'inhibiteurs de corrosion, d'inhibiteurs de tartre, de désémulsionnants, de coagulants/floculants et d'agents désoxygénants[57],[59].

- Des bactéries sulfato-réductrices sont parfois aussi rejetées[67].

### Impacts de ces rejets sur les populations humaines?
En 2013, ils n'avaient pas encore été vérifiés, mais étaient, pour le cas de la Norvège, jugés « peu probables » par les auteurs d'une étude.
- des perturbateurs endocriniens (antiœstrogènes et antiandrogènes) ont été recherchés par une étude de 2004 dans les effluents de cinq plateformes des secteurs britannique et norvégien de la mer du Nord[68]. Tous les échantillons contenaient des perturbateurs des œstrogènes (agonistes des récepteurs œstrogéniques), mais on n'y a pas trouvé d'agoniste des récepteurs androgéniques[68]. Ces perturbateurs étaient des mélanges d'isomères d'hydrocarbures (C1 à C5) ; Les C9 alkylphénols contribuent majoritairement à cet effet perturbateur[68].

## Règlementation
Elle varie avec le temps et selon les régions du monde, et avec un relatif vide juridique pour les eaux internationales. Mais à titre d'exemple, Dans l'atlantique Nord-ouest, depuis 2007 la réglementation OSPAR exige que le taux d'hydrocarbures dispersés par les rejets restent sous la norme de performance de 30 mg L−1 OSPAR impose aussi maintenant de nettoyer par divers moyens physiques avant leur rejet en mer (les effluents devant respecter des seuils réglementaires de contaminants).
Avec le développement de forages profonds et à la suite de plusieurs accidents, dont celui de la plate-forme Deepwater Horizon en 2010 dans le golfe du Mexique ou celui de la fuite d'Elgin en Mer du Nord, elle devrait tendre à se renforcer en ce qui concerne les études d'impact, les règles de sécurité au travail et la protection de l'environnement.

### En Europe

#### Évaluation
En 2010, en réponse à la catastrophe industrielle de Deepwater Horizon, la Commission européenne (CE) lance un examen des enjeux et pratiques de sécurité en vue de réviser si nécessaire le cadre législatif relatif à l'exploration pétrolière et gazière dans l'UE. La Commission a dans ce cadre fait faire une évaluation des impacts financiers, c'est-à-dire du coût annuel moyen des principaux accidents gaziers et pétroliers maritimes dans les eaux européennes (estimé par cette étude, comme étant compris entre 205 et 915 millions d'euros, qui a été comparé avec les avantages potentiels d'un renforcement de la réglementation qui permettrait de réduire le nombre d'incidents. Selon l'analyse européenne, les avantages seraient supérieurs au « coût réglementaire supplémentaire » (le risque de blowout est difficile à évaluer à l'avance, mais rétrospectivement, le coût moyen annuel des blowouts ayant conduit à des marées noires a été estimé compris entre 140 et 850 millions d'euros. Le coût moyen annuel de tous les autres accidents majeurs, estimé à 65 millions de dollars. L'option recommandée par la CE permettrait selon elle d'économiser la moitié du coût total annuel des accidents majeurs (de 103 à 455 millions d'euros) pour un coût annuel de 133 à 139 millions d'euros, plus un coûts hors de 18 à 44 millions d'euros. Cet examen conclut que le risque d'accident majeur au large des côtes européennes reste bien trop élevé, et que la législation existante sur l'exploration et l'exploitation pétrolière et gazière offshore est insuffisante et manque de moyens de contrôles.

#### Vers un nouveau règlement
En 2011 (le 27 octobre), la Commission publie un projet de Règlement sur la sécurité de la prospection, de l'exploration et production offshores de pétrole et de gaz, inspiré de la législation anglaise (réputée être l'une des plus avancées dans le domaine de l'offshore).
Les représentants anglais de l'industrie offshore (Oil & Gas UK) ont immédiatement jugé « inacceptable » ce projet de règlement. Ils affirment, sur la base d'une comparaison des évaluations prospectives de la commission avec les coûts d'accidents anciens que la Commission a fortement exagéré les risques de coûts élevés et qu'un tel règlement aurait donc un effet immédiatement négatif sur les normes de sécurité du secteur pétrolier et gazier offshore du Royaume-Uni, et ne produirait aucune amélioration significative des normes de sécurité globales. Oil & Gas UK publie pour appuyer ses dires un rapport commandité au consultant GL Noble Denton qui évalue les arguments du projet de législation renforcée proposés par la commission, arguments qui seraient « invalides » et supportent un projet de proposition de règlement européen selon le lobby « fondamentalement viciée ». Le lobby pétrolier anglais affirme que la commission a fortement surestimé le risque et les coûts d'un accident, mais d'une part le 25 mars 2012, un nouvel accident de type blowout, dit « fuite d'Elgin détruit brutalement une partie de la plate-forme pétrolière et gazière offshore d'Elgin sur le gisement d'Elgin-Franklin (entre l'Écosse et le Sud de la Norvège). L'explosion génère une importante fuite de condensats de pétrole et de gaz naturel (200 000 m3/jour environ) que le Groupe Total peinera à contrôler, et d'autre part les gisements les plus faciles à exploiter l'ont déjà été, ce qui laisse craindre que les accidents futurs (« blowouts » notamment) puissent être plus graves et plus difficiles à maitriser (sur des forages profonds en particulier).
Le 21 février 2013, après trois ans de discussions, les États-membres et les eurodéputés aboutissent finalement à un accord sur une nouvelle directive, qui entrouvre un nouveau domaine de compétence pour l'UE, mais sans lui permettre de superviser le forage offshore, comme l'espéraient certaines ONG et militants de la protection des océans. C'était un Règlement européen (document d'application immédiate, juridiquement le plus fort en Europe) que la Commission avait proposé, mais le lobby pétrolier anglais, une majorité d'eurodéputés et les États membres ont fait pression pour que le texte soit moins exigeant et transformé en Directive (à intégrer dans les deux ans dans le droit national de chaque pays-membre).

#### Évolutions
En 2015 au plus tard, quand la directive sera transposée dans chaque pays, tout État-membre aura conservé la liberté de fixer ses propres règles de délivrance des permis de recherche et d'exploitation, et d'encadrement du forage offshore. Les entreprises pétrolières et gazières devront cependant, pour chaque projet - et avant de recevoir tout permis de forage - présenter un rapport sur les risques majeurs liés à leurs activités, et produire des plans argumentés d'intervention d'urgence. Elles devront aussi faire la preuve de leur capacité financière et technique à remédier aux dommages causés par une fuite sous-marine ou de surface. Elles sont enfin considérées comme responsable de toute fuite de pétrole ou gaz. De leur côté, les États-membres devront établir des « plans d'intervention d'urgence » pour toutes installation de forage en mer relevant de leur juridiction (En nombre de points de forage, ceci concerne surtout le Royaume-Uni et la Norvège).

#### Réactions
Le lobby industriel pétrolier Oil & Gas UK affirme lui-même avoir joué « un rôle actif dans l'opposition conduite à la proposition de règlement et en préconisant une directive bien rédigée comme instrument légal plus approprié et plus efficace de conduire une amélioration de la sécurité dans la production de pétrole et de gaz dans les États-membres de l'UE. Oil & Gas UK a conservé ses sociétés membres informés et engagés sur ce sujet par un groupe de pilotage et un document complet qui comprend l'accès au document d'évaluation réalisé par le bureau d'étude spécialisé dans l'exploitation et le négoce du pétrole et du gaz GL Noble Denton de l'étude d'impact de la commission européenne »). Il a trouvé un soutien chez certains eurodéputée dont la Britannique Vicky Ford (du groupe ECR), qui a salué le fait que les députés européens et les États-membres aient retiré aspects les plus stricts de la proposition de la Commission. Selon elle, la proposition initiale aurait interdit aux États-membres la flexibilité nécessaire pour adapter les mesures à leur situation nationale (le Royaume-Uni possède de nombreuses plate-forme de forage en mer du Nord, dont la production décline rapidement) ; « Nous avons été confrontés à une tentative d'européaniser les compétences maritimes nationales en forçant les États membres à abroger des éléments-clés de leur droit interne pour les remplacer par une législation européenne commune » a-t-elle commenté, ajoutant que « Ceci aurait entraîné de sérieux retards dans certains projets et porté un coup à l'économie, à l'investissement, à l'emploi et à la sécurité énergétique ».
Les ONG environnementales et les députés écologistes qui étaient les plus demandeurs ont eu une réaction mitigée ; Greenpeace apprécie que cette directive puisse contribuer à limiter, voire empêcher le forage pétrolier dans des conditions difficiles, comme celles de l'Arctique, où le nettoyage d'une marée noire serait pratiquement impossible, mais regrette que le texte ne soit pas plus « fort ». L'ONG Oceana considère que l'édulcoration de la proposition initiale de la Commission ait de cet accord une occasion manquée ; « Il est outrageant que les États membres aient adopté une législation affaiblie qui permet le business-as-usual pour la puissante industrie pétrolière, au détriment des citoyens de l'UE, de la santé publique et de l'environnement » a déclaré Xavier Pastor, directeur exécutif d'Oceana.

## Autres usages

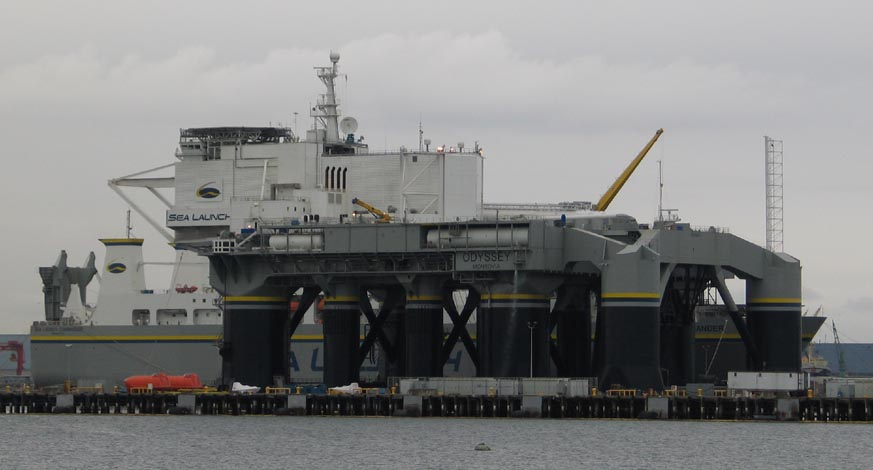
La plate-forme de lancement spatiale Ocean Odyssey.

De manière anecdotique, le caractère mobile et massif des plates-formes pétrolières permet leur utilisation comme plate-forme de tir de lanceurs spatiaux. Par exemple, la plate-forme Ocean Odyssey, une ancienne plate-forme pétrolière de la mer du Nord a été réaménagée en Norvège (chantiers Stavanger) de manière à pouvoir accueillir le lanceur Zenit 3SL. Ce dernier permet, entre autres, la mise en orbite de satellites civils de télécommunications. Grâce à ce concept original, Sea Launch, la compagnie exploitant ce lanceur est devenue un des acteurs importants du marché des lanceurs civils[réf. nécessaire]. En effet, malgré l'inconvénient que représente l'acheminement du lanceur et des équipements annexes jusqu'à la plate-forme, les principaux avantages résident précisément dans son isolement, ainsi que la possibilité d'optimiser le positionnement du pas de tir par rapport à la mission du lanceur : sur l'équateur pour bénéficier de l'effet de fronde, éloignée des côtes pour les retombées des étages inférieurs, etc. On peut aussi citer la plate-forme San Marco qui servit pour des tirs de fusées sondes italo-américaines dans les années 1960 jusqu'aux années 1980.

## Galerie

Plate-forme type Jack-Up GSF, Constellation II, au large de Punta Arenas.
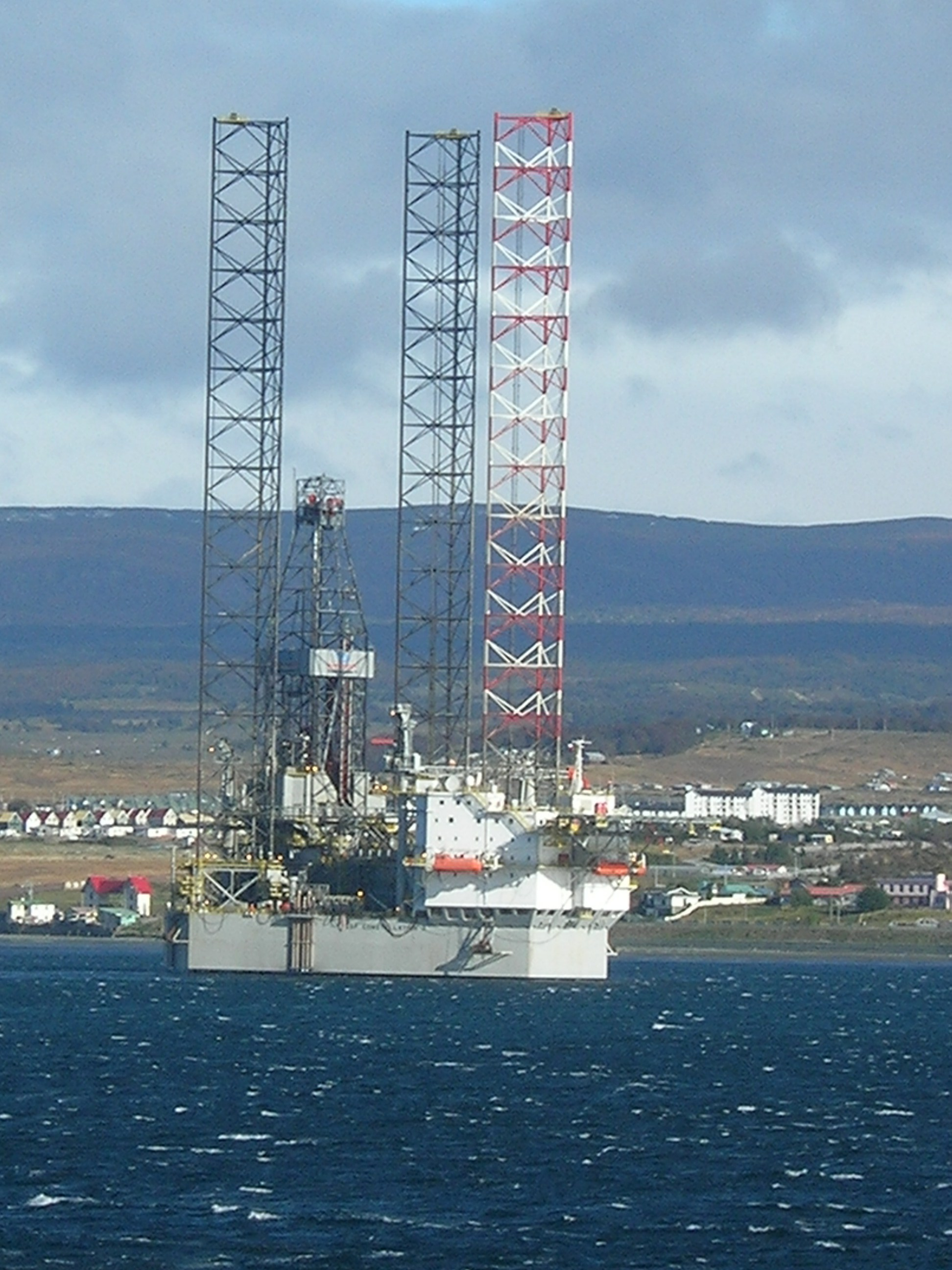
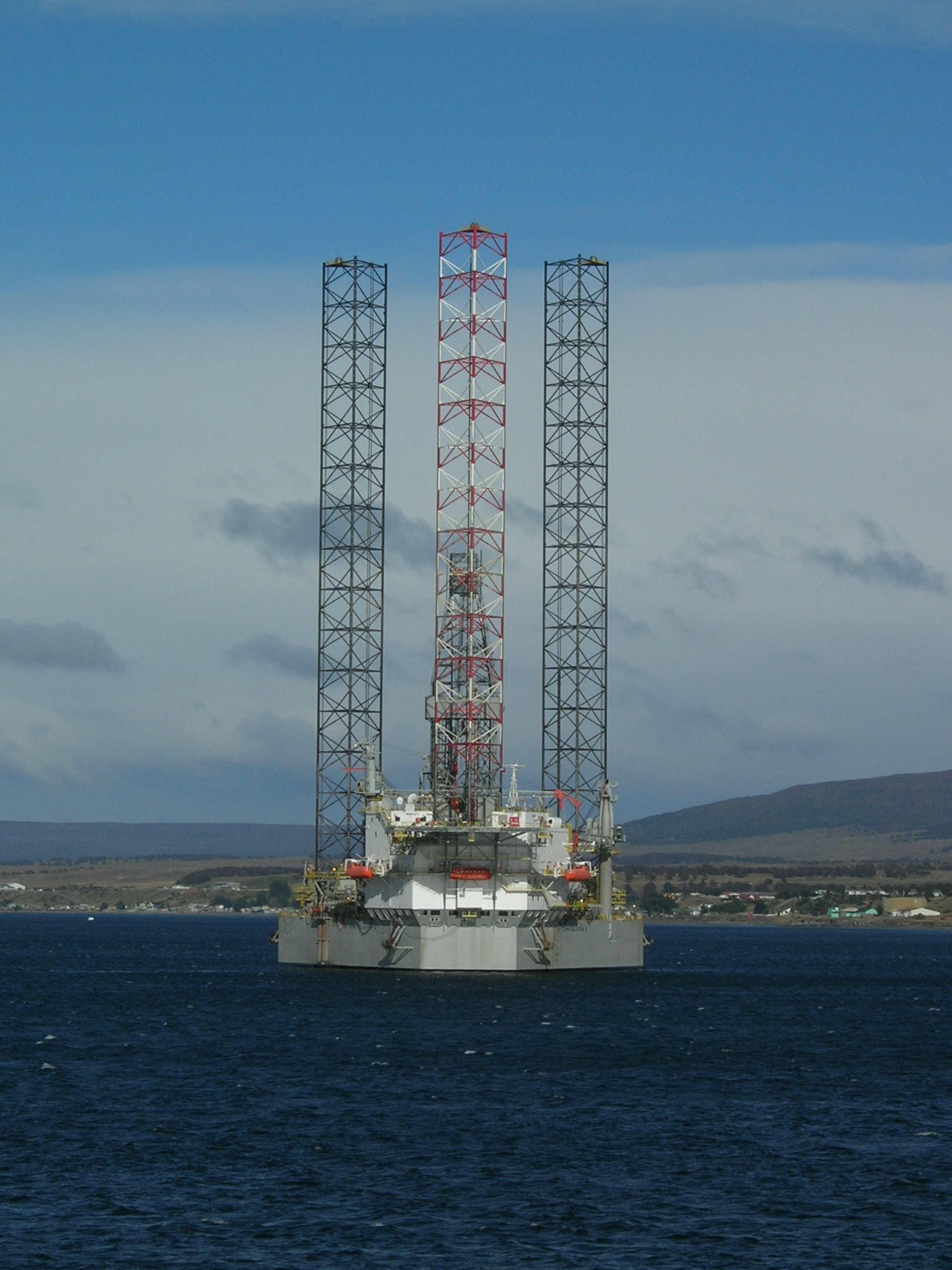
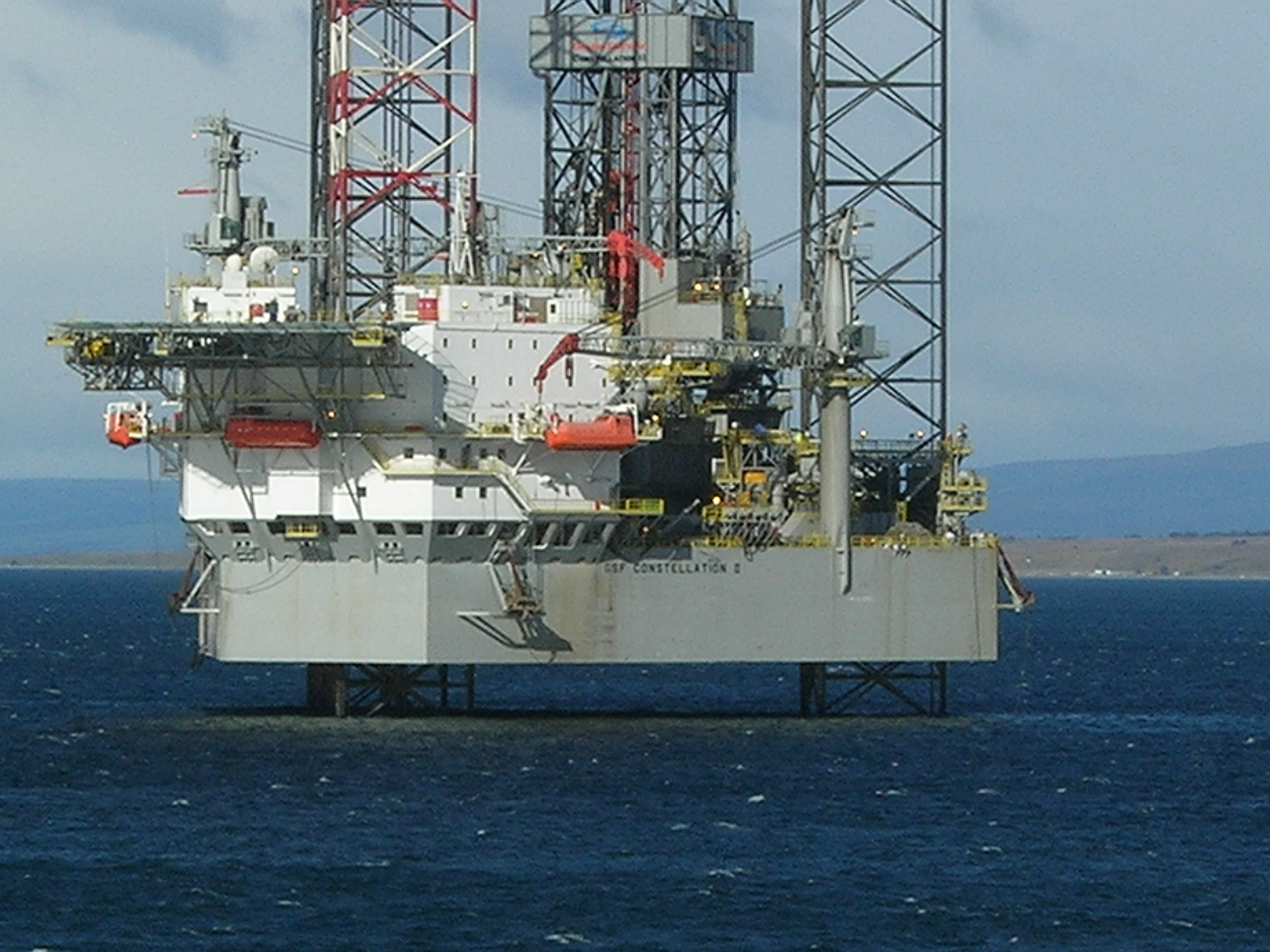